# Oxyrhachis inermis
Oxyrhachis inermis är en insektsart som beskrevs av Carl Stål. Oxyrhachis inermis ingår i släktet Oxyrhachis och familjen hornstritar. Inga underarter finns listade i Catalogue of Life.